# ماركوس ألباك
ماركوس كريستيان ألباك (بالسويدية: Marcus Christian Allbäck)‏، من مواليد 5 يوليو 1973 في غوتنبورغ في السويد، وهو لاعب ومدرب كرة قدم سويدي.
بدأ مسيرته الكروية مع نادي أورغريته في عام 1992، وقد لعب معهم حتى عام 1997، وشارك خلال تلك الفترة في 139 مباراة وسجل 52 هدف، وفي عام 1997 انتقل إلى نادي لينغبي ولعب معهم أربعة مباريات وسجل هدف، وفي موسم 1997/1998 انتقل إلى نادي باري الإيطالي، ولعب معهم 16 مباراة، وفي عام 1999 انتقل إلى نادي أورغريته، ولعب معهم 64 مباراة وسجل 34 هدف، وفي عام 2000 لعب مع نادي هيرينفين الهولندي، ولعب معهم حتى عام 2002، وقد شارك في 48 مباراة وسجل 25 هدف، وفي عام 2002 انتقل إلى نادي أستون فيلا الإنجليزي، ولعب معهم 35 مباراة وسجل 6 أهداف، وفي موسم 2004/2005 انتقل إلى نادي هانزا روستوك الألماني ولعب معهم 23 مباراة وسجل أربعة أهداف، ثم انتقل إلى كوبنهاغن الدنماركي قبل أن يختتم مسيرته مع نادي أورغريته.
بدأ ألباك باللعب مع منتخب السويد لكرة القدم في عام 1999، وقد شارك معهم في كأس العالم لكرة القدم 2002 وكأس العالم لكرة القدم 2006، وسجل في هذه الأخيرة الهدف رقم 2000 في تاريخ بطولات كأس العالم بشكل عام في مباراة بلاده مع إنجلترا والتي انتهت بالتعادل 2-2.

## روابط خارجية
- ماركوس ألباك على موقع الاتحاد الدولي (مؤرشف)  (الإنجليزية)
- ماركوس ألباك على موقع قاعدة بيانات كرة القدم.إي يو (الإنجليزية)
- ماركوس ألباك على موقع ناشيونال فوتبول تيمز (الإنجليزية)
- ماركوس ألباك على موقع Soccerbase.com (لاعب) (الإنجليزية)
- ماركوس ألباك على موقع Soccerway.com (الإنجليزية)
- ماركوس ألباك على موقع عالم كرة القدم.نت (الإنجليزية)
- ماركوس ألباك على موقع كووورة